# Gedeon Jeleński
Gedeon Rafał Jeleński herbu Korczak odmienny (ur. 1712, zm. w lutym 1798) – polski tłumacz, moralista i mówca.

## Życiorys
Urodził się w roku 1712, jako syn Antoniego Dadźboga, podczaszego mozyrskiego. Od roku 1738 sprawował funkcję cześnika mozyrskiego, od 1742 – horodniczego, od 1745 – podczaszego, a od roku 1752 – podstarosty. Przez ćwierć wieku (lata 1752-1776) pełnił funkcję pisarza dekretowego sądów asesorskich litewskich. W roku 1751 nabył majątek Dunajczyce, gdzie też wkrótce zamieszkał. Siedem lat później (1758) został wybrany posłem na sejm z powiatu mozyrskiego i posłował na kolejne sejmy w latach: 1761, 1762, 1764, 1766, 1767. Był członkiem konfederacji generalnej Wielkiego Księstwa Litewskiego w 1764 roku i posłem powiatu orszańskiego na sejm konwokacyjny (1764)..
Od roku 1765 objął funkcję sędziego ziemskiego mozyrskiego, a od 1769 – podkomorzego. Zaprzyjaźnił się wówczas z F. Bohomolcem. Jeleński użyczał mu książek ze swej biblioteki oraz wspierał finansowo niektóre z jego przedsięwzięć wydawniczych (edycje: J. Kochanowski Rymy wszystkie, 1767; A. M. Fredro Przysłowia mów potocznych, 1769; J. Kryszpin Stateczność umysłu, albo nauka polityczna, 1769). W latach 1771–1785 piastował funkcję starosty sądowego mozyrskiego. W czasie sejmu delegacyjnego (1773-1775) zbliżył się do Stanisława Augusta. W latach 1777–1778 przewodził sądom asesorskim w Grodnie. Od roku 1780 pełnił funkcję kasztelana nowogródzkiego, a jako senator brał aktywny udział w sejmach: 1782, 1784, 1786. W roku 1784 obrano Jeleńskiego konsyliarzem Rady Nieustającej. Po roku 1786 wycofał się z czynnego życia politycznego, choć jeszcze 3 lata później (1789) czynił starania o objęcie kasztelanii trockiej. Był członkiem konfederacji Sejmu Czteroletniego. Poślubił Kazimierę Römerówną. Kawaler orderów: Św. Stanisława (1776) i Orła Białego (1783). Zmarł w wieku 86 lat (luty 1798).

## Twórczość

### Ważniejsze utwory
- "Pożegnanie Trybunału Głównego W. X. Lit., przez... od Palestry miane w Mińsku die 3 Martii 1742", wyd. J. Daneykowicz Ostrowski w: Swada polska, t. 1, Lublin 1745, s. 396-399
- Cztery punkta do wiadomości każdemu najpotrzebniejsze, Nieśwież 1778, (książkę recenzował G. Kaliński i dodał za zgodą autora niektóre myśli); przekł. francuski: Quatre points les plus importans à savoir. Traduits en françois par Mr*** Chambellan du Roi (Feliksa Strzembosza), Warszawa 1787
- Mowa miana w senacie r. 1780, brak miejsca wydania (1780)
- Mowa... miana w senacie roku 1782 miesiąca 8bris 22 dnia na sejmie ordynaryjnym warszawskim, Warszawa 1782, (w trakcie tego sejmu wydano ponadto osobno 2 mowy: z 27 i 30 października)
- Zdanie o cechy... miane in pleno (Rady Nieustającej) w Warszawie roku 1785 9bra13 dnia, brak miejsca wydania (1785)
- Nigdy nieodmienne prawdy, Nieśwież brak roku wydania.

### Przekłady dzieł
- J. G. Walpurger: Kosmo-teologiczne uwagi o najważniejszych cudach boskich i prawdach, które się w państwie natury i łaski znajdują, Wilno 1785, (współtłum. Borzymowski; w tekście fragmenty przekł. wierszy B. H. Brocka).

### Listy i materiały
- Do Stanisława Augusta, rękopisy: Biblioteka Czartoryskich, sygn. 727, s. 531-542; sygn. 732, s. 731.
- do M. Poczobuta Odlanickiego, rękopis: Biblioteka Uniwersytetu Wileńskiego, sygn. D. C. 38.
- Punkta ugodowe z roku 1785 (do uregulowania spraw rodzinnych i majątkowych), rękopis: Biblioteka Raczyńskich, sygn. 416.

Inne listy i materiały znajdowały się w rękopisach: Biblioteka Czartoryskich, sygn. 3851; Archiwum Główne Akt Dawnych (zbiór z Muzeum Narodowego, nr 337).